# Hybristodryinus cretacicus
Hybristodryinus cretacicus (лат.) — ископаемый вид ос рода Hybristodryinus из семейства дрииниды (Dryinidae). Бирманский янтарь, меловой период (сеноманский век, около 99 млн лет). Мьянма. Видовое название cretacicus происходит от имени мелового периода («меловой», лат. Cretaceous).

## Описание
Мелкие хризидоидные осы. Длина 2,2 мм. От близких видов отличается полным затылочным килем (H. shan он неполный, дорзально отсутствует); диск пронотума округло-трапециевидный (H. concavifrons он треугольный); протрохантер менее чем в 7 раз короче своей ширины (у H. mon в 8 раз длиннее); мезотрохантер менее чем в 3 раза длиннее своей ширины (у H. magnificus в 6 раз длиннее). Усики 10-члениковые. Нижнечелюстные щупики состоят из 6, а нижнегубные — из 3 члеников. Самцы неизвестны; переднее крыло с тремя ячейками, закрытыми пигментированными жилками (C, R и 1Cu). У самок этого рода на передних лапках есть клешня, предположительно для удерживания цикадок (Cicadomorpha, Fulgoroidea).
Вид был впервые описан в 2019 году палеоэнтомологами Евгением Перковским (Schmalhausen Institute of Zoology, Украина), Массимо Олми (Tropical Entomology Research Center, Viterbo, Италия), Патриком Мюллером (Германия) и Катериной Мартыновой (Киев).